# Acanthocybium solandri
Acanthocybium solandri — риба родини скумбрієві.

## Розповсюдження
Вид розповсюджений у тропічних та субтропічних водах Тихого, Індійського та Атлантичного океанів, включаючи Карибське та Середземне море.

## Будова
Максимальна зафіксована довжина — 250 см, максимальна зафіксована вага —83 кг. Середня довжина — до 170 см. Тіло веретеноподібне, дуже видовжене. Рот великий з сильними, трикутними, плоскими  зубами. Рило приблизно такої ж довжини, як і решта голови. Задня частина верхньої щелепи повністю прихована під преорбітальною кісткою. Плавальний міхур розвинений. Тіло вкрите дрібною лускою. Забарвлення спини райдужно-синювато-зелене; боки та черево сріблясті з 24-30 кобальтово-синіми вертикальними смугами, які простягаються нижче бічної лінії.

## Спосіб життя
Acanthocybium solandri — океанічний епіпелагічний хижак, тримається у відкритих водах неподалік узбережжя на глибинах від 0 до 20 метрів. Харчується різноманітною рибою та кальмарами. Ікра та личинки пелагічні. Особини тримаються окремо або утворюють невеликі скупчення. 

## Значення
М'ясо Acanthocybium solandri має дуже гарні смакові якості. Ведеться обмежений регіональний промисел шляхом тролінгу. У продаж потрапляє у свіжому, солоному та замороженому вигляді. Крім того є цінним об'єктом лову для рибалок-аматорів завдяки своїй поведінці, розмірам та смаковим якостям.